# 대한민국 고용노동부

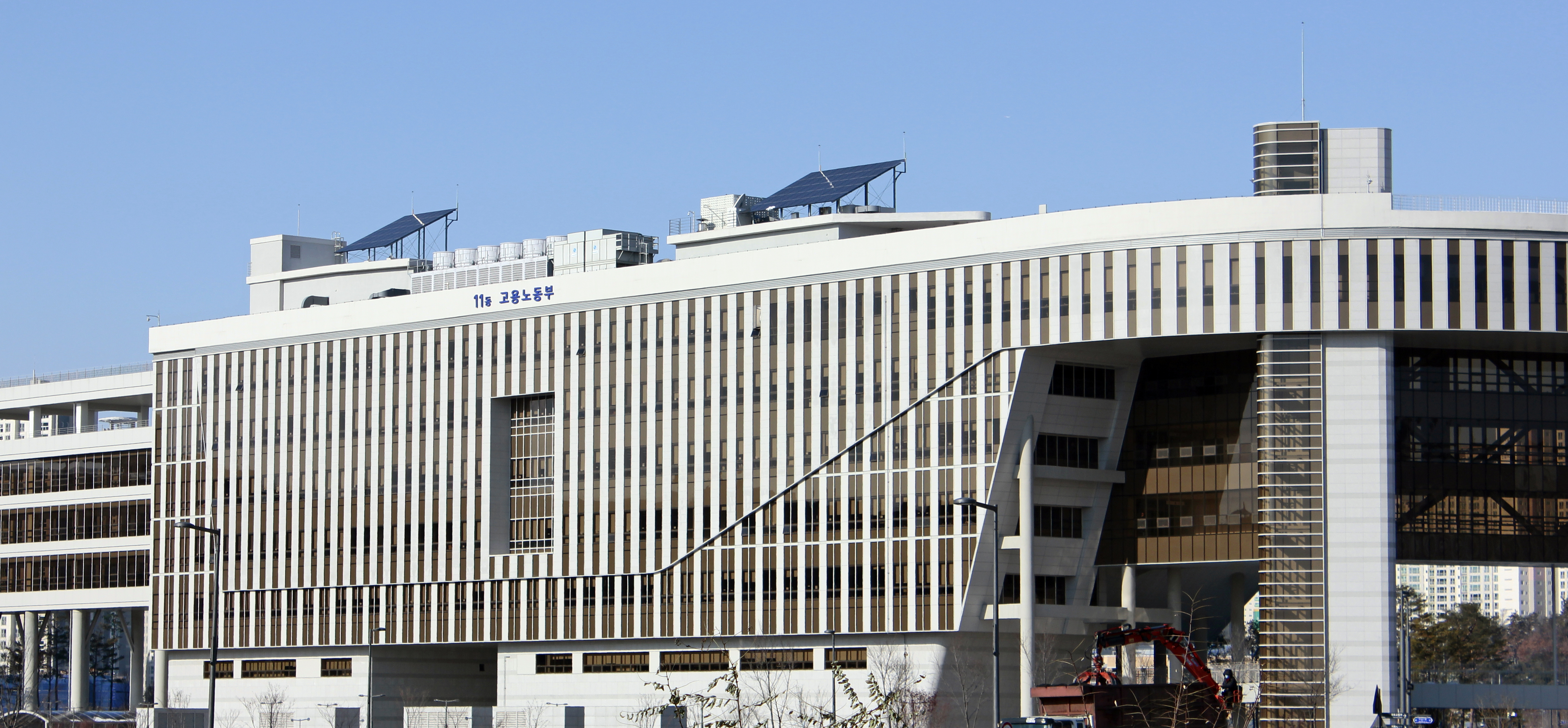
고용노동부 청사

고용노동부(雇傭勞動部)는 고용정책의 총괄, 고용보험, 직업능력개발훈련, 근로조건의 기준, 근로자의 복지후생, 노사관계의 조정, 산업안전보건, 산업재해보상보험과 그 밖에 고용과 노동에 관한 사무를 관장하는 대한민국의 중앙행정기관이다. 장관은 국무위원으로, 차관은 정무직공무원으로 보한다.

## 소관 사무
- 고용정책의 총괄에 관한 사무
- 고용보험에 관한 사무
- 직업능력개발훈련에 관한 사무
- 고용평등과 일·가정 양립 지원에 관한 사무
- 근로조건의 기준에 관한 사무
- 근로자 복지후생에 관한 사무
- 노사관계의 조정에 관한 사무
- 노사협력의 증진에 관한 사무
- 산업안전보건에 관한 사무
- 산업재해보상보험에 관한 사무
- 그 밖에 고용과 노동에 관한 사무

## 역사
정부 수립 직후 사회부에 설치된 노동국이 고용노동부의 전신에 해당한다. 이후 1955년 보건사회부 소속이 되었다가 1963년 9월 보건사회부 외청인 노동청으로 독립했다. 다만, 《경향신문》은 이에 대해 노동국은 정부 기구 가운데서 가장 무능무위한 존재였으며 노동국이 일을 제대로 했다면 노동청으로의 확대 개편도 필요없었을 거라며 정부의 노동행정을 강하게 비판하고 노동행정의 근본적 쇄신을 주장했다.
1970년 12월 정부와 민주공화당은 확대하는 노동 문제를 해결하고 적정한 인력 수급 조절·근로자 권익 개선·노동 환경 정비 등을 위해 노동청의 확대가 필요하다며 노동부 신설을 검토했다. 그 후에도 최규하 국무총리가 국회에 출석해 노동부 승격을 언급하긴 했지만 박정희 정부에서 이는 이루어지지 못하다가 1981년 4월 전두환 정부의 출범과 함께 노동부 승격이 이루어졌다. 이는 단순히 차관급 기구가 장관급 기구로 격상한 것이 아니라 노사협의회의 확장·고용보험제와 최저임금제의 도입 등을 통한 노동자의 권익을 대변하는 기구의 탄생을 의미하는 것이었다.
이명박 정부 때인 2010년 7월에는 노사분규·근로감독 등 노사관계 업무와 취업지원·직업능력개발 등 고용서비스를 함께 제공하는 만큼 기능을 명확히 나타내고 고용정책의 중요성을 보이기 위해 노동부를 고용노동부로 개편했다.

### 연혁
- 1948년 7월 17일: 사회부에 노동국을 설치.[8]
- 1955년 2월 17일: 보건사회부 소속으로 변경.[9]
- 1963년 9월 1일: 노동국을 노동청으로 분리.[10]
- 1981년 4월 8일: 노동부로 개편.[11]
- 2010년 7월 5일: 고용노동부로 개편.[12]

### 역대 로고

2010년부터 2016년까지 사용된 고용노동부 로고

## 조직
| 실·국                       | 정책관·심의관실      | 담당관실·과                                                                                          |
| 장관 산하 하부조직          | 장관 산하 하부조직   | 장관 산하 하부조직                                                                                   |
| --------------------------- | -------------------- | --- |
| 대변인실                    | 대변인실             | 홍보기획팀ㆍ디지털소통팀                                                                             |
| 정책보좌관실                |                      | |
| 차관 산하 하부조직          |                      | |
| 기획조정실                  | 정책기획관실         | 기획재정담당관ㆍ혁신행정담당관ㆍ규제개혁법무담당관ㆍ양성평등정책담당관ㆍ비상안전담당관ㆍ정보화기획팀 |
| 기획조정실                  | 국제협력관실         | 국제협력담당관ㆍ외국인력담당관ㆍ개발협력지원팀                                                       |
| 감사관실                    | 감사관실             | 감사담당관실ㆍ고객지원팀                                                                             |
|                             |                      | 운영지원과                                                                                           |
| 고용정책실                  | 노동시장정책관실     | 고용정책총괄과ㆍ지역산업고용정책과ㆍ기업일자리지원과                                                 |
| 고용정책실                  | 고용서비스정책관실   | 고용서비스정책과ㆍ고용보험기획과ㆍ고용지원실업급여과ㆍ자산운용팀ㆍ국민취업지원기획팀                 |
| 고용정책실                  | 고용지원정책관실     | 고용서비스기반과ㆍ고용문화개선정책과ㆍ미래고용분석과ㆍ노동시장조사과                                 |
| 통합고용정책국              | 통합고용정책국       | 고령사회인력정책과ㆍ장애인고용과ㆍ여성고용정책과ㆍ사회적기업과                                       |
|                             | 청년고용정책관실     | 청년고용기획과ㆍ청년취업지원과ㆍ공정채용기반과                                                       |
| 직업능력정책국              | 직업능력정책국       | 직업능력정책과ㆍ직업능력평가과ㆍ인적자원개발과ㆍ기업훈련지원과                                       |
| 노동정책실                  | 노동정책실           | 노사관행개선과ㆍ임금근로시간정책과                                                                   |
|                             | 노동개혁정책관실     | 노동개혁총괄과ㆍ공공노사관계과                                                                       |
|                             | 노사협력정책관실     | 노사협력정책과ㆍ노사관계법제과ㆍ노사관계지원과                                                       |
|                             | 근로기준정책관실     | 근로기준정책과ㆍ근로감독기획과ㆍ퇴직연금복지과ㆍ고용차별개선과                                       |
| 산업안전보건본부            | 산업안전보건정책관실 | 산업안전보건정책과ㆍ산재보상정책과ㆍ산업안전기준과ㆍ산업보건기준과ㆍ직업건강증진팀                   |
| 산업안전보건본부            | 산재예방감독정책관실 | 안전보건감독기획과ㆍ산재예방지원과ㆍ건설산재예방정책과ㆍ중대산업재해감독과ㆍ화학사고예방과           |
| 고용보험심사위원회 상임위원 |                      | |

### 소속기관
- 장관의 소관 사무를 분장하는 기관
  - 지방고용노동청
    - 지청
- 중앙노동위원회 사무처, 지방노동위원회 사무국
- 최저임금위원회사무국
- 산업재해보상보험심사위원회사무국
- 장관의 관장 사무를 지원하는 책임운영기관
  - 고용노동부고객상담센터

### 소속 위원회

#### 행정위원회
| 위원회명                     | 주관부처   | 설치근거                   | 비고 |
| ---------------------------- | ---------- | -------------------------- | ---- |
| 고용보험심사위원회           | 고용노동부 | 고용보험법 제99조          |      |
| 산업재해보상보험재심사위원회 | 고용노동부 | 산업재해보상 보험법제107조 |      |
| 중앙노동위원회               | 고용노동부 | 노동위원회법 제1조         |      |

#### 자문위원회
| 위원회명                         | 주관부처   | 설치근거                             | 비고 |
| -------------------------------- | ---------- | ------------------------------------ | ---- |
| 고용보험위원회                   | 고용노동부 | 고용보험법 제7조                     |      |
| 고용정책심의회                   | 고용노동부 | 고용정책기본법 제10조                |      |
| 공인노무사자격심의위원회         | 고용노동부 | 공인노무사법 제3조의4                |      |
| 공인노무사징계위원회             | 고용노동부 | 공인노무사법 제20조의2               |      |
| 국가기술자격정책심의위원회       | 고용노동부 | 국가기술자격법 제6조                 |      |
| 근로시간면제심의위원회           | 고용노동부 | 노동조합 및 노동관계조정법 제24조의2 |      |
| 노사관계발전위원회               | 고용노동부 | 노사관계 발전지원에 관한 법률 제5조  |      |
| 산업재해보상보험및예방심의위원회 | 고용노동부 | 산업재해보상 보험법 제8조            |      |
| 임금채권보장기금심의위원회       | 고용노동부 | 임금채권보장법 제6조                 |      |
| 임금체불정보심의위원회           | 고용노동부 | 근로기준법 제43조의2                 |      |
| 청년고용촉진특별위원회           | 고용노동부 | 청년고용촉진특별법 제4조             |      |
| 최저임금위원회                   | 고용노동부 | 최저임금법 제12조                    |      |
| 훈련법인정비심사위원회           | 고용노동부 | 근로자직업 능력개발법 제32조의2      |      |

## 정원
고용노동부에 두는 공무원의 정원은 다음과 같다.
| 총계      | 총계                        | 644명 |
| --------- | --------------------------- | ----- |
| 정무직 계 | 정무직 계                   | 2명   |
|           | 장관                        | 1명   |
|           | 차관                        | 1명   |
|           |                             |       |
| 별정직 계 | 별정직 계                   | 5명   |
|           | 고위공무원단                | 1명   |
|           | 3급 상당 이하 5급 상당 이상 | 1명   |
|           | 6급 상당 이하               | 3명   |
|           |                             |       |
| 일반직 계 | 일반직 계                   | 637명 |
|           | 고위공무원단                | 20명  |
|           | 3급 이하 5급 이상           | 306명 |
|           | 6급 이하                    | 307명 |
|           | 전문경력관                  | 4명   |

## 재정
총수입·총지출 기준 2023년 재정 규모는 다음과 같다.
| 구분                             | 세입예산              | 작년 대비 증감 |
| -------------------------------- | --------------------- | -------------- |
| 일반회계                         | 2339억 4600만 원      | +78.5%         |
| 국가균형발전특별회계             | 165억 100만 원        | +65.01%        |
| 고용보험기금                     | 17조 6831억 9500만 원 | +10.12%        |
| 근로복지진흥기금                 | 1793억 5500만 원      | +14.9%         |
| 산업재해보상보험및예방기금       | 9조 6609억 7200만 원  | +6.68%         |
| 임금채권보장기금                 | 6510억 3300만 원      | +12.07%        |
| 장애인 고용촉진 및 직업재활 기금 | 7791억 8600만 원      | -0.54%         |
|                                  |                       |                |
| 합계                             | 29조 2041억 8800만 원 | +9.07%         |

| 구분                             | 구분                             | 구분         | 세출예산              | 작년 대비 증감 |
| -------------------------------- | -------------------------------- | ------------ | --------------------- | -------------- |
| 일반회계                         | 일반회계                         | 일반회계     | 5조 9193억 500만 원   | -12.34%        |
|                                  | 고용                             | 고용         | 5조 1770억 1400만 원  | -14.36%        |
|                                  | 노동                             | 노동         | 1208억 7400만 원      | +3.57%         |
|                                  | 고용노동일반                     | 고용노동일반 | 6214억 1700만 원      | +5.12%         |
| 국가균형발전특별회계             | 국가균형발전특별회계             | 고용         | 3002억 4800만 원      | +17.39%        |
| 에너지 및 자원사업 특별회계      | 에너지 및 자원사업 특별회계      | 노동         | 891억 3200만 원       | -2%            |
| 고등·평생교육지원특별회계        | 고등·평생교육지원특별회계        | 고용         | 3654억 2900만 원      | 순증           |
| 고용보험기금                     | 고용보험기금                     | 고용         | 16조 9106억 8400만 원 | -10.24%        |
| 근로복지진흥기금                 | 근로복지진흥기금                 | 노동         | 2417억 3900만 원      | -13.86%        |
| 산업재해보상보험및예방기금       | 산업재해보상보험및예방기금       | 노동         | 9조 6405억 6900만 원  | +8.51%         |
| 임금채권보장기금                 | 임금채권보장기금                 | 노동         | 6356억 5000만 원      | -9.3%          |
| 장애인 고용촉진 및 직업재활 기금 | 장애인 고용촉진 및 직업재활 기금 | 고용         | 8477억 8300만 원      | +10.64%        |
|                                  |                                  |              |                       |                |
| 합계                             | 합계                             | 합계         | 34조 9505억 3900만 원 | -4.43%         |

## 같이 보기
- 고용노동부 장관
- 고용노동부 차관

### 내용주
1. 1 2  2024년 12월 11일까지 존속하는 한시조직.
2. 1 2 3  2023년 12월 31일까지 존속하는 한시조직.
3. ↑  2명을 두며 1명은 고위공무원단 나등급에 속하는 별정직공무원으로, 나머지 1명은 3급 또는 4급 상당 별정직공무원으로 보한다.
4. 1 2 3 4 5  개방형 직위.
5. 1 2  2024년 9월 22일까지 존속하는 한시조직.
6. 1 2  2025년 4월 10일까지 존속하는 한시조직.
7. ↑  2024년 6월 30일까지 존속하는 한시조직.
8. ↑  한시정원 10명 포함.
9. ↑  한시정원 5명 포함.

### 참조주
1. 1 2  「고용노동부와 그 소속기관 직제」 별표 2 및 별표 5 및 별표 6제1호·제3호·제5호·제6호
2. 1 2  기획재정부. “열린재정 > 재정연구분석 > 재정분석통계 > 예산편성현황(총수입)”. 《열린재정》. 2023년 1월 1일에 확인함.
3. 1 2  기획재정부. “열린재정 > 재정연구분석 > 재정분석통계 > 세목 예산편성현황(총지출)”. 《열린재정》. 2023년 1월 1일에 확인함.
4. ↑  “번지르르한 勞動廳의 發足”. 《경향신문》. 1963년 9월 2일. 2023년 6월 24일에 확인함.
5. ↑  “劳動庁을 勞動部로승격”. 《매일경제》. 1970년 12월 11일. 2023년 6월 24일에 확인함.
6. ↑  “내년안에,勞動部신설검토”. 《경향신문》. 1970년 12월 11일. 2023년 6월 24일에 확인함.
7. ↑  “勞動部와 勞動政策”. 《동아일보》. 1981년 4월 13일. 2023년 6월 24일에 확인함.
8. ↑  대통령령 제25호
9. ↑  대통령령 제1004호
10. ↑  법률 제1395호
11. ↑  법률 제3422호
12. ↑  법률 제10339호